# Ачехский музей цунами
Ачехский музей цунами (англ. The Aceh Tsunami Museum) — музей, который находится в городе Банда-Ачех в Индонезии, был задуман как символическая памятка о произошедшей в 2004 году катастрофе: землетрясении и последующем цунами. 26 декабря 2004 года, на дне Индийского океана произошло землетрясение магнитудой 9,1, породившее мощное цунами, которое обрушилось на побережья четырнадцати стран и унесло жизни более 230 тысяч человек.
Ачехский музей цунами также служит в качестве образовательного центра и аварийного укрытия от бедствия, если территорию когда-нибудь снова накроет цунами.

## Описание
Ачехийский Музей Цунами спроектирован индонезийским архитектором по имени Ридван Камиль. Он представляет собой четырёхэтажное здание общей площадью в 2500 квадратных метров, длинные извилистые стены которого покрыты геометрическими выпуклостями. Для посетителей путь внутрь лежит через темный коридор, расположенный между возвышающимися по обе стороны стенами воды. Это придумано с целью воссоздать тот шум и ощущение паники, царящие во время цунами. Стены музея декорированы изображениями людей, исполняющих танец Саман — символические движения, посвященные силе, дисциплине, и религиозным верованиям ачехийцев. Крыша здания по форме напоминает огромную волну. Его первый этаж обставлен по образцу традиционных возвышающихся ачехийских домиков, которые были лучше всего обустроены для того, чтобы перенести цунами.
Создателям музея удалось как почтить память жертв бедствия, чьи имена запечатлены на стенах одного из залов внутри здания, так и отдать должное выжившим местным жителям. 

Помимо того, что музей выступает в роли мемориала погибшим, он также предлагает убежище в случае подобных событий в будущем, в том числе и так называемый «спасательный холм» для посетителей, если случится ещё одно цунами.

## Коллекция
Среди выставок музея стоит отметить электронный симулятор землетрясения в Индийском Океане и цунами 2004 года; фотографии жертв бедствия, а также выставки, где описаны истории людей, переживших катастрофу.

## Содержание и обслуживание
Не похоже, что для текущего содержания Ачехийского Музея Цунами в ближайшее время предоставят необходимое финансирование. Учреждение является одним из множества так-называемых «активов цунами», о праве собственности на которые различные уровни индонезийского правительства продолжают спорить как минимум с 2009 года.
К концу 2010 года, Музей был открыт только время от времени и практически не посещался.
Вход в музей бесплатный.